# Jeongjo
Jeongjo (22 września 1752 – 28 czerwca 1800) – 22. władca Korei w latach 1776-1800. Wywodził się z rządzącej Koreą w latach 1392-1910 dynastii Joseon. Przeprowadził wiele reform, które przyczyniły się do poprawy warunków życia królestwa. Jego panowanie w koreańskiej historiografii uchodzi za jedno z najlepszych w historii Korei dynastii Joseon, porównywane jest nawet do rządów króla Sejonga (1418-1450).

## Dzieciństwo i młodość
Jeongjo był synem księcia Sado, który stracił życie z rozkazu ojca i dziadka (a także poprzednika) Jeongjo, króla Yeongjo (1724-1776). Matka Jeongjo, dworska nałożnica Hyegyeong, napisała słynną autobiografię, w której opisała okoliczności śmierci Sado. Książka stanowi bardzo cenne historyczne źródło stosunków społecznych i politycznych, które panowały na XVIII-wiecznym dworze dynastii Joseon, za panowania królów Yeongjo, Jeongjo i Sunjo. 
Jako królewicz przyszły król Jeongjo spotkał Hong Guk-yeonga (kor. 홍국영, hanja: 洪國榮), polityka który szybko stał się stronnikiem koronacji Jeongjo. Został jednak pozbawiony urzędów, gdyż sam dążył do zbyt mocnego poszerzenia własnych wpływów.
Dużo wysiłku Jeongjo poświęcił na oczyszczanie dobrego imienia ojca, które zszargała dama Hyegyeong. Przeniósł także dwór królewski z Seulu (wówczas noszącego nazwę Hanseong) do miasta Suwon na południe od stolicy królestwa (obecnie w prowincji Gyeonggi), gdyż właśnie tam został pochowany jego ojciec. By strzec jego grobu, Jeongjo zbudował w Suwonie słynną fortecę Hwaseong, której budynki przetrwały do dziś i stanowią jedną z ważniejszych w Korei turystycznych atrakcji wśród zabytków. Forteca została umieszczona na liście światowego dziedzictwa kulturowego UNESCO.

## Objęcie władzy
Era rządów Jeongjo stała pod znakiem chaosu, który nastał w królestwie po tym, jak w 1762 roku z rozkazu własnego ojca (i dziadka Jeongjo) zamordowany został wpływowy ojciec Jeongjo, książę Sado. Decyzję o pozbyciu się rosnącego w siłę syna Yeongjo podjął pod naciskiem politycznych przeciwników Sado. Yeongjo zmarł w 1776 roku. Gdy Jeongjo objął po nim tron i ogłosił, kto był jego ojcem, urzędnicy którzy przyczynili się do zabicia księcia Sado wpadli w popłoch. Młody król dekretem mianował królowską wdową swoją matkę, dworską nałożnicę Hyegyeong. Choć Jeongjo miał na dworze królewskim wielu przeciwników, udało mu się uniknąć spisku, co zawdzięczał głównie Hong Guk-yeongowi.

## Zasługi dla królestwa
Król Jeongjo doprowadził Koreę dynastii Joseon do swoistego renesansu. Starał się zapanować nad wydarzeniami na dworze i w królestwie po to, by umożliwić krajowi rozwój.
Jednym z największych osiągnięć Jeongjo dla kultury koreańskiej było założenie Kyujanggak (kor. 규장각), królewskiej biblioteki. Choć przede wszystkim była to biblioteka, szybko stała się instytucją rozwoju kulturowego i intelektualnego, w której szkolono młodych urzędników na przyszłych liderów politycznych. Jeongjo otworzył także dostęp do niektórych stanowisk urzędniczych dla osób z niższych warstw społecznych na podstawie egzaminów i zasług merytorycznych.
Rządy i polityka Jeongjo była wspierana przez wielu uczonych ruchu Silhak, takich jak Jeong Yak-yong, Yu Deuk-gong, Pak Ji-won czy Pak Je-ga.

## Śmierć
W historii Korei Jeongjo uchodził za władcę, który przyczynił się do dużego rozwoju cywilizacyjnego i kulturowego Korei. Zmarł nagle w wieku 48 lat w roku 1800. Okoliczności jego śmierci uchodzą za dość tajemnicze. Został pochowany razem z żoną w królewskim grobie Geolleung (kor. 건릉, hanja: 健陵) na terenie fortecy Hwaseong, którą sam zbudował w miejscu, w którym pochowany został jego ojciec, książę Sado. Następcą Jeongjo został jego syn, Sunjo, któremu udało się zrealizować wolę ojca o dalszym rozwijaniu osiągnięć kultury koreańskiej, co zapoczątkował Jeongjo.

## Rodzina
- Ojciec: Książę Sado (kor. 사도세자, 1735–1762, pośmiertnie otrzymał imię Jangjo, kor. 장조)
- Matka: Królowa Heongyeong z klanu Pungsan Hong (헌경왕후 홍씨, 1735–1815)[1][2]
- Małżonki i konkubiny:

1. Królowa Hyoui z klanu Kimów z Cheongpung (효의왕후 김씨, 1753–1821)[3]
2. królewska konkubina Wonbin z klanu Hong z Pyeongsanu (원빈 홍씨, 1766–1779)[4]
3. królewska konkubina Hwabin z klanu Yun (화빈 윤씨, 1765–1824)[5]
4. królewska konkubina Uibin z klanu Seong (의빈 성씨, 1753–1786)[6]
5. królewska konkubina Subin z klanu Pak (수빈 박씨, 1766–1799)[7]

- Dzieci:

1. Książę Munhyo (kor. 문효세자, 1782–1786), jedyny syn królewskiej konkubiny Ui z klanu Seong
2. Książę Król-następca (kor. 왕세자, 1790–1834), jedyny syn królewskiej konkubiny Su z klanu Pak
3. Córka królewskiej konkubiny Ui z klanu Seong[8]
4. Księżniczka Sukseon (kor. 숙서옹주, 1793–1836), jedyna córka królewskiej konkubiny Su z klanu Pak
5. Księżniczka Sanggye (kor. 상계군, 1770–1786), adoptowany syn królewskiej konkubiny Won z klanu Hong[9]

## Pełne imię pośmiertne
- Król Jeongjo Gyeongcheon Myeongdo Hongdeok Hyeonmo Munseong Muryeol Seongin Janghyo Wielki Król Korei
- 정조경천명도홍덕현모문성무렬성인장효대왕
- 正祖敬天明道洪德顯謨文成武烈聖仁莊孝大王